# Three-Body
Três Corpos  (chinês: 三体) é uma série de televisão chinesa de ficção científica baseada no romance O Problema dos Três Corpos de Liu Cixin . A série estreou em 15 de janeiro de 2023.

## Premissa
Em 2007, Wang Miao, um dos principais especialistas em nanomateriais da China, é recrutado por Shi Qiang, um detetive especializado em contraterrorismo, no caso de estranhos aparentes suicídios na comunidade científica. Durante a investigação, Wang Miao encontra uma organização misteriosa chamada Fronteiras da Ciência (Frontiers of Science em Inglês) e começa a descobrir a verdade por trás de como um mundo alienígena retratado em um videogame popular se conecta com os aparentes suicídios e o destino do mundo.

## Elenco
- Zhang Luyi como Wang Miao
- Yu Hewei como Shi Qiang
- Chen Jin e Wang Ziwen como Ye Wenjie
- Lin Yongjian como General Chang Weisi
- Li Xiaoran como Shen Yufei
- Eric Wang como Ding Yi
- Kou Zhenhai como Ye Zhetai
- He Dujuan como Yang Dong
- Kenan Heppe como Mike Evans
- Mike Koltes como Coronel Mike Williams

## Produção
Embora a Tencent tenha obtido os direitos dos romances em 2008, as tentativas de produzir uma adaptação chinesa dos romances em um filme começaram realmente em 2015 com o filme The Three-Body Problem da YooZoo Film. As filmagens duraram 5 meses em 2015, mas o produto final nunca foi lançado. Embora a YooZoo Film tenha fechado um acordo em setembro de 2020 para produzir sua própria adaptação para Netflix  com os criadores de Game of Thrones David Benioff e D. B. Weiss no comando, o trabalho no roteiro de uma adaptação chinesa já estava em andamento na Tencent e levou quatro anos para terminar. As filmagens começaram em julho de 2020 e duraram 126 dias."Chinese TV Series Based on "The Three Body Problem" to Premiere Sunday". www.pandaily.com. Retrieved January 15, 2022.</ref> O Beijing Electron-Positron Collider II aparece como o acelerador de partículas da série.
Em novembro de 2021, foi lançado um trailer da série sem data de estreia específica. Isto foi seguido por um segundo trailer em junho de 2022, e um trailer final 3 dias antes da estreia. Após vários atrasos, a série começou a ser exibida em 15 de janeiro de 2023, com os 4 primeiros episódios disponíveis para streaming na WeTV e Rakuten Viki .

## Recepção
Three-Body foi amplamente aclamado na China. Em Douban, a série recebeu nota 8,7 de 10. Os telespectadores elogiaram a qualidade da produção em geral, a fidelidade da adaptação e a escolha do elenco. Os críticos domésticos elogiaram o visual como surpreendente.
Nos Estados Unidos, o crítico do The New York Times Mike Hale observou que a série foi fiel ao texto original dos livros, com adaptações lógicas feitas para se adequar à televisão. No entanto, ele descreveu o roteiro e o elenco como medíocres, e as cenas do jogo não tão vívidas quanto o original.

## Prêmios e indicações
| Cerimônia de premiação                            | Ano  | Categoria                | Nomeado / Trabalho | Resultado | Ref.   |
| ------------------------------------------------- | ---- | ------------------------ | ------------------ | --------- | ------ |
| Prêmios de Conteúdo da Ásia e Prêmios OTT Globais | 2023 | Melhores efeitos visuais | Três Corpos        | Indicado  | [ 17 ] |